# Giuseppe Devastato
Giuseppe Devastato (* Neapol) je italský klavírista a skladatel.
Italský klavírista a skladatel Giuseppe Devastato je znám mezi hudebními kritiky[kdo?] jako jeden z nejzajímavějších klavíristů své generace. Vystoupil v rámci Festivalu Ravello, kde hrál všechny Sonáty a Variace pro klavír a violoncello od Ludwiga van Beethovena se Silvanem Mariem Fuscem. Spolupracoval s mnoha orchestry, například IASI Philharmonic, Mexico State Symphonic Orchestra, Kiev Symphonic Orchestra, Sofia Chamber Orchestra a Neapolitan Chamber Orchestra of New York. Díky své charakteristické hře na klavír nahrál hudbu mnoha soundtracků pro filmový průmysl, pro televizní a rádiové stanice v Evropě a v Americe. V prosince 2011 mu byla udělena cena International Prize Cartagine za lidské zásluhy a profesionální úspěchy, za šíření hudby po celém světě, zvláště pak italského hudebního odkazu, za působivé získání zásluh jako klavírista a skladatel, který šíří po světě klasickou hudbu: "Jeho akce poukazují na velký cit a hlubokou lásku k životu. Jeho hra se snaží napodobit lidský hlas a je inspirována uměním bel canta neapolské školy".[zdroj?]
Giuseppe Devastato působil v prestižních divadlech v Evropě i Americe, mezi které patří Manoel Theatre (Malta), Sala Villanueva (Mexiko), León Auditorium (Španělsko), Auditorium Parco della Musica (Řím), Ravello Festival (Itálie), Skyrball Center of New York (USA), Ateneum (Rumunsko), Auditorium of the University of Kiev (Ukrajina) a Auditorium Tarnow a Krakow (Polsko), ve spolupráci se světově proslulými umělci. V současnosti vyučuje na mistrovských kurzech Katarina Gurska Centro Superior de Enseñanza Musical Madrid v Evropě i Americe, skládá hudbu k filmům a je uměleckým ředitelem klavírní akademie Neapolitan Music Society v New Yorku.